# Paléosite de Saint-Césaire
Le Paléosite est un centre d'interprétation de la Préhistoire situé dans la commune de Saint-Césaire, à 10 km à l'est de Saintes et à 15 km à l'ouest de Cognac, en Charente-Maritime. Il se trouve à proximité du site archéologique de la Roche à Pierrot, où fut découvert le squelette d'un individu néandertalien en 1979, nommé « Pierrette ».
Propriété du Département de la Charente-Maritime, le Paléosite a été conçu sous l’égide des plus grands spécialistes mondiaux de Néandertal et sous la direction scientifique des professeurs Yves Coppens et Bernard Vandermeersch.
C'est l'un des sites touristiques et culturels les plus visités de la Charente-Maritime, étant répertorié parmi les 17 sites incontournables du département.

## Historique
Situé à proximité du gisement archéologique, le Paléosite a été conçu sous la supervision de plusieurs scientifiques de renommé comme Marylène Patou-Mathis, Bernard Vandermeersch, Yves Coppens ou encore Jean-Jacques Hublin. L'objectif du Paléosite est de valoriser le site archéologique tout en offrant une immersion à la Préhistoire à travers des reconstitutions de campement ainsi que des dispositifs de médiation scientifique.
Propriété du Département de la Charente-Maritime, il a tout d'abord été géré par la Sogecie, opérateur privé de gestion de sites touristiques et culturels et depuis 2023 par Alfran, société spécialisée dans la valorisation de sites patrimoniaux et le développement touristique. D'autres sites tels que le site archéologique du Fâ de Barzan, et la Cité de l'Huître de Marennes sont aussi gérés au même titre que le Paléosite.
Il a été inauguré officiellement le 27 mai 2005.

## Le site archéologique "La Roche à Pierrot"
Le Paléosite se situe à proximité du site archéologique de la Roche à Pierrot, où furent découverts, le 27 juillet 1979, les restes de « Pierrette », une jeune femme néandertalienne. Cette mise au jour bouleversa les acquis scientifiques de l’époque sur les Hommes préhistoriques et leur culture.
En effet, le gisement a livré un squelette néandertalien vieux de -40 000 ans associé à du matériel lithique appartenant à la culture châtelperronienne. En plus d'être un néandertalien récent, cet individu est l'auteur d'une industrie lithique jusqu'alors associé à Homo sapiens. Toutefois, à la relecture de la stratigraphie et à l'étude des outils lithiques, les archéologues ont découverts:
- la révision du matériel lithique montre qu'il y a un pincement des couches archéologiques la couche châtelperronienne ne contient que 5 % de son matériel contre 95% de matériel moustérien.
- les couches archéologiques ont subi un glissement.

Cela implique que Pierrette n'est finalement pas de la culture châtelperronienne.
Ce site archéologique est aujourd’hui connu des préhistoriens et des paléoanthropologues du monde entier. C’est cette découverte qui justifia le choix du Département de la Charente-Maritime de doter le petit village de Saint-Césaire du Paléosite. En 2013, les archéologues ont repris les fouilles, tout d'abord sous la direction de François Bachellerie et depuis 2015 par Isabelle Crèvecœur (PACEA Bordeaux).

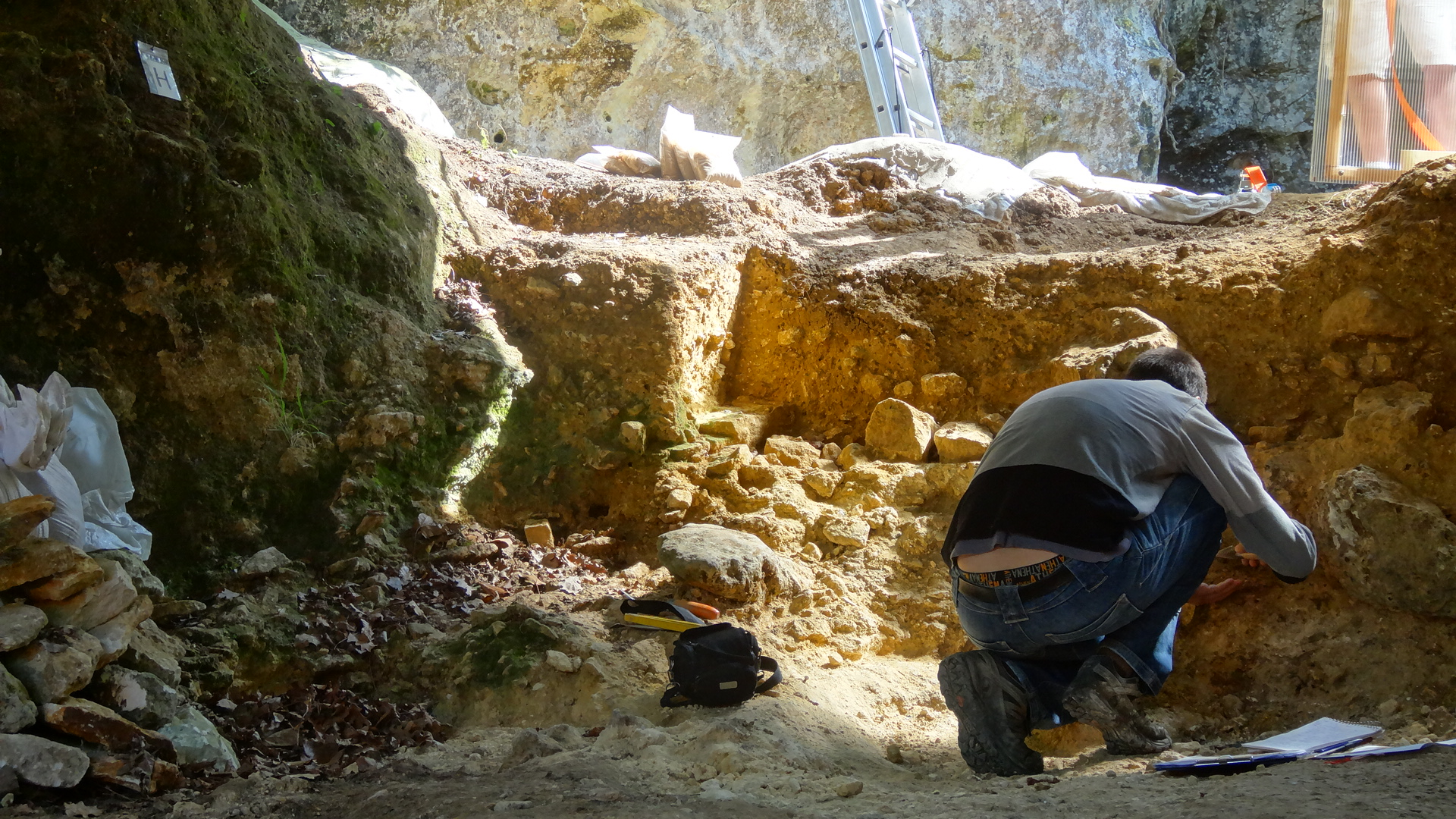
Campagne de fouille juin 2015.
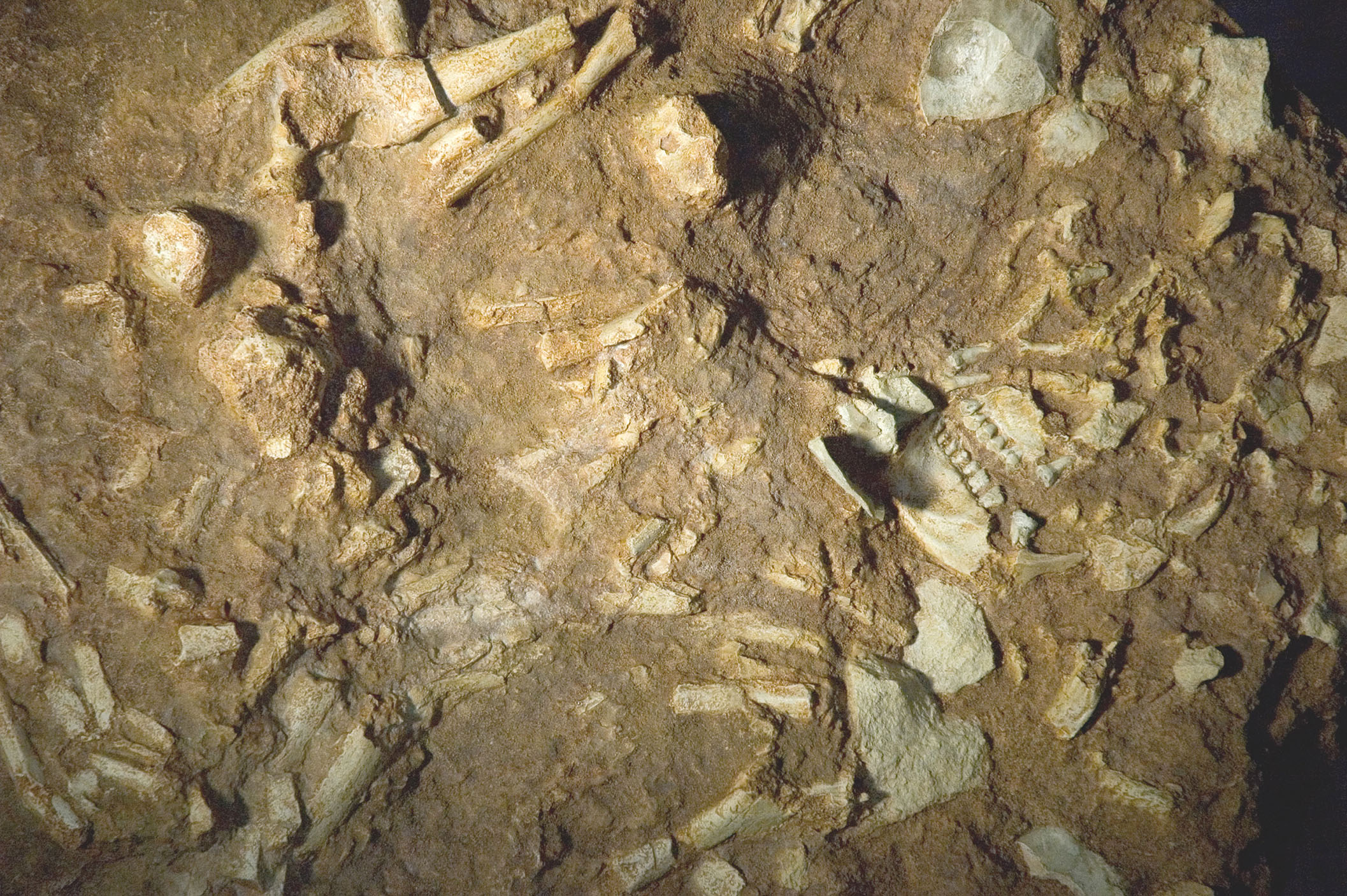
Reconstitution du squelette de Pierrette.

## Le Centre d'interprétation
Le parcours de visite proposé au Paléosite est composé d’un parcours intérieur, d’un parcours extérieur et d’un programme d’animations. Ces différentes étapes de visite peuvent être réalisées indépendamment les unes des autres offrant ainsi aux visiteurs une libre circulation de visite. La visite dure environ 4h.

### Le parcours intérieur
Le centre d'interprétation se composé d'un parcours intérieur (salle d'exposition permanent et circuit de vidéos) ainsi que d'un parcours extérieur (parc avec reconstitution).
Le hall d'accueil permet d'acquérir de manière ludique et interactive les informations essentielles sur la Préhistoire: Quand? Qui? Quel environnement? Après avoir reçu les clés de compréhension générale sur la Préhistoire, le visiteur peut entamer sa visite pour comprendre en détail qui était notre cousin Néandertal et quel était l'importance de Saint-Césaire pour nos ancêtres.
Le circuit vidéographique se compose de 3 salles: 
- La première salle « Attente » : équipée d'un puits d'images de synthèse, plonge le visiteur du Big-Bang à l'apparition de la vie du Terre
- La deuxième salle « Amphi» : extrait du documentaire Lady Sapiens, "Les femmes de Saint-Césaire" présente l'état des connaissances sur la vie des femmes néandertaliennes et sapiens au Paléolithique. Le film inclut des images du jeu vidéo Far Cry Primal d’Ubisoft©.
- La troisième salle « Labo » : présente un court métrage depuis 2020, Pierrette en terre animale, documentaire animalier au cœur du paléolithique coécrit et réalisé par Thomas Cirotteau et Éric Pincas, élaboré à partir d'images de synthèse issues du jeu vidéo Far Cry Primal d'Ubisoft[5],[6],[7]

La salle « Morpho » est une salle de comparaison morphologique invitant à se questionner sur les différences morphologiques de Néandertal et Homo sapiens.
La salle « Découverte » permet d'approfondir ses connaissances sur le site archéologique à travers Pierrette, ses outils et son environnement.

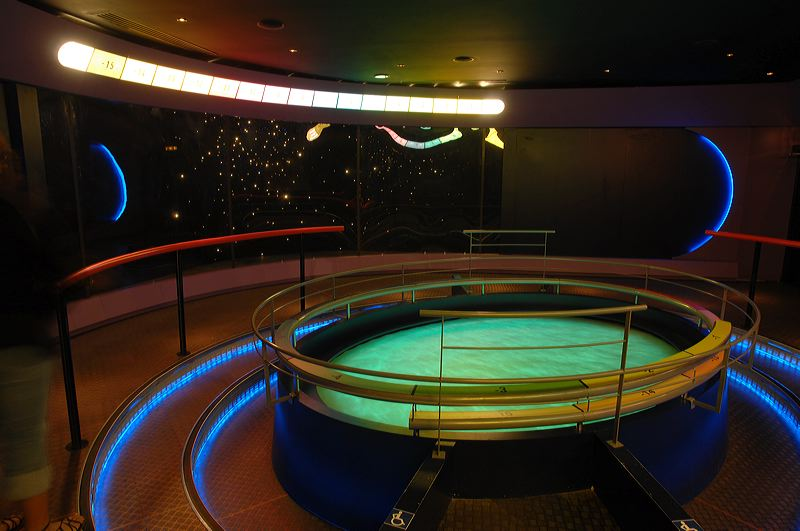
Salle Attente
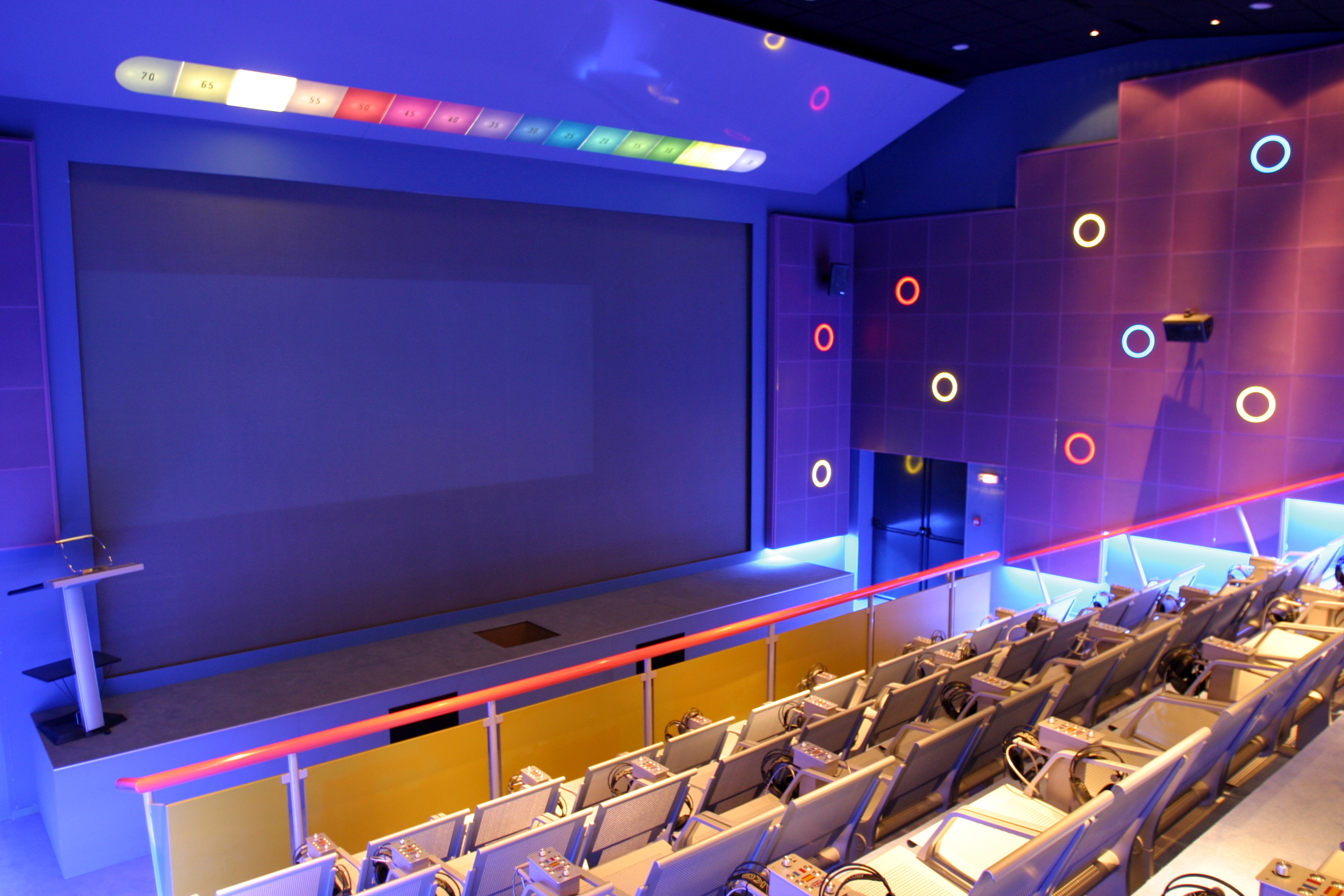
Salle Amphi

### Le parcours extérieur
Le parc s’étend sur une surface de 10 hectares. Issu d’un partenariat entre le Département de la Charente-Maritime et UGC, le Paléosite présente sur son parcours extérieur les décors du film de Jacques Malaterre «Ao, le dernier Néandertal» depuis 2010. Un sentier mène à quatre espaces de reconstitution :
- Le campement Néandertal.
- Le cimetière de mammouths.
- Le campement d'Homo Sapiens.
- La coupe géologique et son belvédère

Des animaux reconstitués, grandeur nature, permettent un voyage immersif dans le parc.

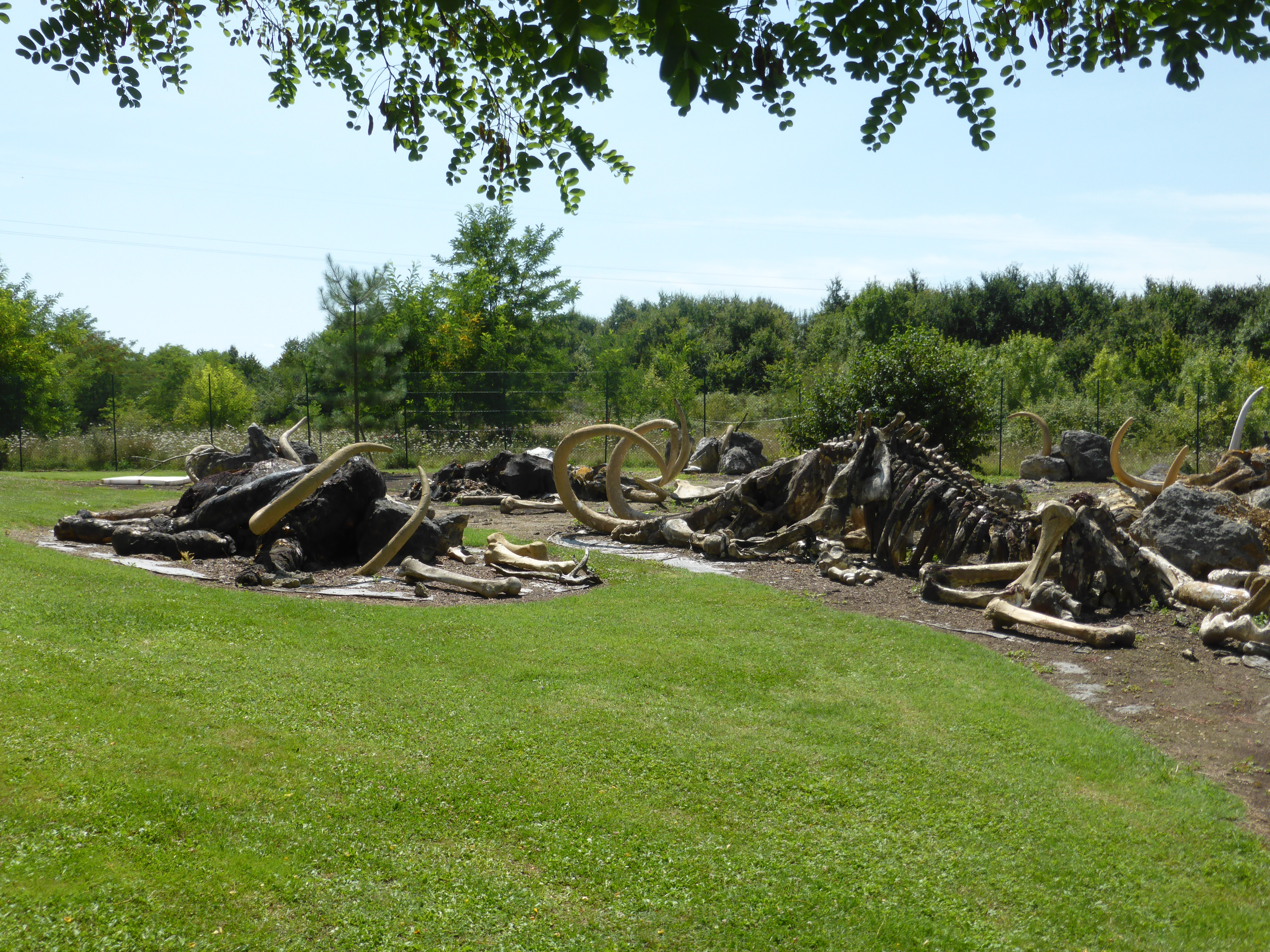
Cimetière de mammouths.

### Les animations
L’extérieur propose également tout au long de l’année, des démonstrations et animations préhistoriques pour mieux comprendre le mode de vie de nos ancêtres: 
- Allumage du feu : la démonstration proposée dévoile l'histoire de la domestication du feu et s'accompagne de démonstrations (technique de friction et technique par percussion).
- Taille de silex : à travers le débitage d’un éclat de silex et sa retouche le transformant en véritable outil, cette démonstration permet de comprendre le long chemin séparant les industries lithiques de l’Homo habilis de celle de l’Homo sapiens sans oublier Néandertal, expert en technique Levallois.
- Tir au propulseur : cette atelier participatif permet aux visiteurs d'entrer dans l'action à travers la découverte d'une arme utilisée depuis 20 000 ans: le propulseur et la sagaie. Cette technique innovante permet de chasser en étant plus loin de sa proie avec une meilleure précision qu'un tir sans propulseur.
- Art pariétal : sur un simulateur de parois de grotte, les visiteurs utilisent les pigments mis à disposition afin de révéler leur âme d'artiste préhistorique.
- Fouille archéologique: cet atelier permet la découverte du métier des archéologues par la pratique dans un simulateur de fouille.
- Visite commentée du gisement archéologique de la Roche à Pierrot.

Tout au long de la saison, des évènements culturels ont lieu au Paléosite, comme le Championnat d’Europe de Tir aux armes préhistoriques ou des évènements nationaux comme les JEA (Journées européennes de l'archéologie) ou les JEP (Journées européennes du patrimoine). Le centre s’adresse également au public averti avec ses cycles de conférences ; ainsi chaque mois d’avril à octobre (hors été) est organisée une conférence permettant à chacun d’être à la pointe de l’information scientifique et archéologique.
Prestations supplémentaires
- Réalité virtuelle: muni d'un casque, le participant incarne notre ancêtre et reproduit ses gestes dans la vie quotidienne d'une tribu préhistorique.
- Escape Game:  l'objectif est d'élucider le mystère de la disparition du professeur Groppens et découvrez quel est la grande découverte. "l'Affaire Groppens" est un clin d'œil au professeur Yves Coppens.